# Schwarzbrust-Haselhuhn
Das Schwarzbrust-Haselhuhn (Tetrastes sewerzowi), auch China-Haselhuhn genannt, ist eine Art aus der Familie der Fasanenartigen. Die Art, die eng mit dem eurasischen Haselhuhn verwandt ist, kommt ausschließlich in Bergwäldern in Zentralchina vor. Gemeinsam mit dem Haselhuhn zählt das Schwarzbrust-Haselhuhn zu den kleinsten Vertretern innerhalb der Unterfamilie der Raufußhühner. Es werden zwei Unterarten unterschieden.
Das Art-Epithet ehrt den russischen Naturwissenschaftler und Forschungsreisenden Nikolai Alexejewitsch Sewerzow.

## Erscheinungsbild
Das Schwarzbrust-Haselhuhn erreicht eine Körperlänge von 33 bis 36 Zentimetern. Die Weibchen sind dabei nur geringfügig kleiner als die Männchen. Männchen wiegen zwischen 290 und 375 Gramm, Weibchen dagegen zwischen 270 und 310 Gramm.
Im Erscheinungsbild ähnelt das Schwarzbrust-Haselhuhn dem Haselhuhn sehr stark. Es ist allerdings etwas kleiner und an den Läufen weniger befiedert. Der Kamm auf dem Kopf ist kaum sichtbar und am auffälligsten bei Männchen während der Fortpflanzungszeit. Der Schnabel ist sehr kurz und schwarz. Die Iris sind dunkelbraun.
Beim ausgewachsenen Männchen sind Kopfoberseite, Ohrflecken und Nacken rötlich braun. Der Mantel, der Rücken und der Rumpf sind auffällig schwarz und graubraun gestreift. Auffällig ist der schwarze Kehlfleck und die dünne weiße Linie hinter den Augen. Das Weibchen ist insgesamt etwas matter gefärbt. Der schwarze Kehlfleck ist bei ihr seltener sichtbar.

## Verbreitung und Lebensraum
Das Schwarzbrust-Haselhuhn ist endemisch in Zentralchina, vom östlichsten Verbreitungsgebiet des nah verwandten Haselhuhns trennen es mehr als 1100 Kilometer.
Das Verbreitungsgebiet des Schwarzbrust-Haselhuhns reicht von Zentral-Gansu bis in den Süden von Qinghai und den Osten von Tibet, den Nordwesten von Yunnan und den Nordwesten von Sichuan. Es bewohnt überwiegend Bergwälder, die von Nadelbäumen dominiert werden. Es präferiert Wälder mit einem hohen Bestand an Birken und Wacholder. In den Bergwäldern Tibets erreicht es seine höchste Höhenverbreitung. Es kommt hier vor allem in Wäldern vor, die vom Tibet-Wacholder dominiert werden. Der Lebensraum sind in dieser Region vor allem Wälder, die Flüsse säumen und neben Wacholder auch einen dichten Bestand an Weiden aufweisen. Die Höhenverbreitung reicht von 2.400 bis 4.700 Höhenmeter. Während des Sommerhalbjahres hält es sich gelegentlich auch oberhalb der Baumlinie auf und nutzt dann vor allem mit Rhododendron bestandene Hänge.

## Lebensweise
Die Lebensweise des Schwarzbrust-Haselhuhnes ist noch weitgehend unerforscht. Man geht davon aus, dass das Schwarzbrust-Haselhuhn strikt monogam ist. Der Anteil der Männchen in der Population überwiegt. Die einzelnen Männchen besetzen Territorien, die sie in der Regel auch während der Winterzeit besetzt halten. Gelegentlich formieren sich außerhalb der Fortpflanzungszeit jedoch auch kleine Gruppen aus vier bis 14 Individuen, die sich im März wieder auflösen. Die Balzzeit beginnt Anfang Mai, das Balzverhalten ist allerdings bislang unzureichend untersucht.  Während der Balz fällt das Männchen besonders auf, weil es in dieser Zeit mit beeindruckenden Luftsprüngen um das Weibchen balzt. Dabei sind deutlich vernehmbar Instrumentallaute zu hören, die mit den Flügeln gebildet werden. Das Nest wird an Steilhängen auf Wurzeltellern von Bäumen oder unter umgestürzten Baumstämmen errichtet. Das Gelege besteht aus fünf bis acht Eiern. Die Brutzeit beträgt 25 Tage.
In der Ernährung spielen Birken und Weiden eine große Rolle. Für einige regionale Populationen konnte nachgewiesen werden, dass in der Winterzeit von Dezember bis März die Nahrung zu 80 Prozent aus den Knospen, Weidenkätzchen und Zweigenden von Birken und Weiden besteht. Während der Sommerzeit ist das Nahrungsspektrum größer und umfasst beispielsweise auch die Samen von Flügelknöterichen.
Anders als das Haselhuhn und das nah verwandte Kragenhuhn nutzt das Schwarzbrust-Haselhuhn während des Winterhalbjahrs keine Schneekammern. Im Verbreitungsgebiet dieser Art ist die Niederschlagsmenge im Winter gering, so dass die Schneedecke für die Anlage solcher Kammern in der Regel nicht reichen würde. Schwarzbrust-Haselhühner baumen stattdessen während der Nacht in Fichten und Kiefern auf und ruhen dort nahe am Stamm. Während des Tages sitzen sie häufig auf der Schneedecke – auf Grund ihrer Höhenverbreitung erreicht die Umgebungstemperatur selbst im Winter dank der Sonneneinstrahlung häufig Werte um 0 °C.
Schwarzbrust-Haselhühner sind gegenüber dem Menschen wenig scheu. Sie dulden gelegentlich eine Annäherung auf bis zu 2,5 Meter.

## Systematik

### Gattung
Von einigen Autoren wird die Gattung Tetrastes nicht anerkannt. Von diesen werden sowohl das Haselhuhn als auch das Schwarzbrust-Haselhuhn mit dem Kragenhuhn in die Gattung Bonasus gestellt. Physiologisch ähneln sich diese beiden Gattungen, sie weisen jedoch starke Unterschiede bezüglich ihres Verhaltens auf. Haselhühner gehen eine monogame Paarbindung ein. Ihnen fehlen das auffällige Balzgefieder oder die auffälligen Balzhandlungen, für die das Kragenhuhn bekannt ist.

### Unterarten
Es werden derzeit zwei Unterarten anerkannt:
- Tetrastes sewerzowi sewerzowi (Przewalsky, 1876): Diese Unterart kommt im nördlichen Teil des Verbreitungsgebiets vor. In südlicher Richtung erstreckt es sich bis zum Gelben Fluss.
- Tetrastes sewerzowi secunda (Riley, 1925): Diese Unterart kommt im Süden des Verbreitungsgebietes vor. Von der Nominatform unterscheidet sie sich durch ein insgesamt etwas dunkleres Körpergefieder sowie vor allem durch die Färbung der Schwanzfedern. Die schwarzen Querbänder der Schwanzfedern sind kleiner, sie sind durch fünf weiße schmale Querstreifen voneinander abgesetzt. Die Nominatform weist dagegen sechs bis sieben weiße Querstreifen auf.[11]

In der ornithologischen Sammlung des Zoologischen Instituts der Russischen Akademie der Wissenschaften befinden sich Bälge von zwei weiblichen Schwarzbrust-Haselhühnern, deren Gefiederfärbung sich von anderen bekannten Bälgen unterscheidet. Es fehlt der rötliche Hauch des Kopfgefieders und auf der Brust weisen sie gelbliche und nicht weißliche Tupfen auf. Sie weisen Ähnlichkeit zu westlichen Unterarten des nah verwandten Haselhuhns auf. Die Beschriftung der beiden Bälge erfolgte durch den russischen Zoologen Pjotr Petrowitsch Suschkin, der bereits 1928 verstarb. Seine Notizen weisen darauf hin, dass er die Möglichkeit einer dritten Unterart erwog. Allerdings ist diese dritte Unterart niemals offiziell wissenschaftlich beschrieben worden und es wird angenommen, dass Suschkin noch weitere Belegexemplare sammeln wollte. Die beiden Bälge stammen aus dem östlichen Randbereich des Verbreitungsgebietes des Schwarzbrust-Haselhuhns.

## Gefährdung
Anders als das Hasel- und das Kragenhuhn wird das Schwarzbrust-Haselhuhn kaum bejagt. Die Jagd hat daher keinerlei Einfluss auf die Populationsgröße. Bedrohungen gehen eher von anthropogenen Eingriffen in den Lebensraum aus. Die forstwirtschaftliche Nutzung von Bergwäldern, in denen Schwarzbrust-Haselhühner vorkommen, hat in einigen Regionen Chinas zu einem lokalen Aussterben dieser Art geführt.

## Belege

### Einzelbelege
1. ↑  W. B. Lockwood: The Oxford Dictionary of British Bird Names. Oxford University Press, Oxford 1993, ISBN 978-0-19-866196-2.
2. ↑  Steve Madge, Phil McGowan und Guy M. Kirwan: Pheasants, Partridges and Grouse – A Guide to the Pheasants, Partridges, Quails, Grouse, Guineafowl, Buttonquails and Sandgrouse of the world, Christopher Helm, London 2002, ISBN 0-7136-3966-0, S. 377
3. ↑  Roald Potapov und Richard Sale: Grouse of the World. New Holland Publishers, London 2013, ISBN 978-1-78009-250-8. S. 74.
4. ↑  Roald Potapov und Richard Sale: Grouse of the World. New Holland Publishers, London 2013, ISBN 978-1-78009-250-8. S. 75.
5. ↑  Roald Potapov und Richard Sale: Grouse of the World. New Holland Publishers, London 2013, ISBN 978-1-78009-250-8. S. 77.
6. ↑  Roald Potapov und Richard Sale: Grouse of the World. New Holland Publishers, London 2013, ISBN 978-1-78009-250-8. S. 76.
7. ↑  Roald Potapov und Richard Sale: Grouse of the World. New Holland Publishers, London 2013, ISBN 978-1-78009-250-8. S. 76.
8. ↑  Roald Potapov und Richard Sale: Grouse of the World. New Holland Publishers, London 2013, ISBN 978-1-78009-250-8. S. 76.
9. ↑  siehe beispielsweise Roald Potapov und Richard Sale: Grouse of the World. New Holland Publishers, London 2013, ISBN 978-1-78009-250-8. S. 56
10. ↑  Steve Madge, Phil McGowan und Guy M. Kirwan: Pheasants, Partridges and Grouse – A Guide to the Pheasants, Partridges, Quails, Grouse, Guineafowl, Buttonquails and Sandgrouse of the world, Christopher Helm, London 2002, ISBN 0-7136-3966-0, S. 374
11. ↑  Roald Potapov und Richard Sale: Grouse of the World. New Holland Publishers, London 2013, ISBN 978-1-78009-250-8. S. 75.
12. ↑  Roald Potapov und Richard Sale: Grouse of the World. New Holland Publishers, London 2013, ISBN 978-1-78009-250-8. S. 75.
13. ↑  Roald Potapov und Richard Sale: Grouse of the World. New Holland Publishers, London 2013, ISBN 978-1-78009-250-8. S. 78.